# Ulopeza ovigeralis
Ulopeza ovigeralis là một loài bướm đêm trong họ Crambidae.